# Riverhurst
Riverhurst est un village à vocation agricole de la Saskatchewan au Canada. Il est situé près de la côte est du lac Diefenbaker et est un terminal du bac à câble Riverhurst Ferry traversant le lac Lucky.

## Démographie
| 2001 | 2006 | 2011 | 2016 |
| ---- | ---- | ---- | ---- |
| 143  | 121  | 114  | 130  |